# Разночиновка
Разночи́новка — село в Наримановском районе Астраханской области, административный центр Разночиновского сельсовета. Село Разночиновка связано с областным центром дорогой (щебень) через посёлок Тальниковый. Село застроено одноэтажными домами. Сохранилась историческая планировка села - 4 улицы и обособленная часть села - Курмыш, упоминавшиеся в письменных источниках с середины XX в.

## География и климат
Село расположено на левом берегу Волги напротив села Волжское и со всех сторон окружен маленькими речушками, поросшими лесом и кустарником.

## История
Точная дата основания не установлена. Первые упоминания о населенном пункте относятся к царствованию Екатерины II. Основателем села Разночиновка считают купца Колпакова. Село имело три названия: два официальных - Разночиновка и Ново-Александровка и приватное - Колпаковка. В 1822 году в селе был освящён храм св. Николая Чудотворца. В 1881 году было принято решение о расширении церкви через постройку двух пределов: с северной  стороны Петра и Павла, с южной - во имя Казанской Богоматери (Церковь Казанской Иконы Божьей Матери восстановлена в 2004 году). В 1912 - 1913 годах в Разночиновке была построена земская больница на 50 коек.  
В 1918 году образован Разночиновский сельский совет. В 1925 году Разночиновка стала административным центром Разночиновского района Астраханской губернии. Разночиновский район был упразднен в середине 1928 года, Разночиновский сельский совет передан Красноярскому району Астраханского межрайона Нижневолжского края (с 1934 года - Сталинградского края, с июня 1937 года - Сталинградской области, с декабря 1943 года - Астраханской области). С мая 1944 г. в составе Приволжского района Астраханской области (с 1963 года - в составе Наримановского района). 
В 1930 году образован рыболовецкий колхоз "Пятилетка" (объединён с сельскохозяйственным колхозом "Родина" в 1965 году). В 1930-е годы также была образована образована моторно-рыболовецкая станция (МРС) - первая в области, которая перестала существовать в начале 70-х годов.В начале 60-годов в селе Разночиновка был организован детский дом-интернат для умственно отсталых детей областного подчинения.

## Население
| 2002 | 2010  | 2013  | 2014  |
| ---- | ----- | ----- | ----- |
| 1389 | ↗1632 | ↗1650 | ↘1594 |

Национальный состав
Согласно результатам переписи 2002 года большинство населения посёлка составляли русские (49 %) и казахи (31 %)
| Национальность | Численность (2010). | Процент |
| -------------- | ------------------- | ------- |
| Русские        | 553                 | 40,2%   |
| Казахи         | 396                 | 28,8%   |
| Турки          | 291                 | 21,1%   |
| Чеченцы        | 82                  | 6%      |
| Азербайджанцы  | 14                  | 1%      |
| Даргинцы       | 10                  | 0,7%    |
| Рутульцы       | 5                   | 0,4%    |
| Калмыки        | 4                   | 0,3%    |
| Украинцы       | 4                   | 0,3%    |
| Аварцы         | 3                   | 0,2%    |
| Не указана     | 15                  | 1,1%    |
| Всего          | 1377                | 100%    |